# 12113 Холовс
12113 Холовс (12113 Hollows) — астероїд головного поясу, відкритий 29 липня 1998 року.
Тіссеранів параметр щодо Юпітера — 3,211.